# Rausschmeißer
Als Rausschmeißer bezeichnet man den letzten Beitrag einer Aufführung oder in Lokalen und Diskotheken.

## Bekannte Rausschmeißer
- My Way: Frank Sinatra behielt das Lied bis zum Ende seiner Bühnenkarriere 1994 im Programm und hat es dabei regelmäßig als Schlusslied gesungen.[2]
- Save the Last Dance for Me: Leonard Cohen beendete seine Konzerte mit seiner Interpretation des Liedes.[3]
- Children des DJs Robert Miles: Er spielte es ursprünglich als Abschluss beim Auflegen, das Lied wurde 1996 zu einem Nummer-eins-Hit.
- Wer hat an der Uhr gedreht?: In Filialen von IKEA Deutschland, IKEA Österreich und Mediamarkt wird mit dem Schlusslied der Fernsehserie Der rosarote Panther auf den nahenden Ladenschluss aufmerksam gemacht.
- Mercy, Mercy, Mercy vom Cannonball Adderley Quintett (geschrieben von Joe Zawinul) war in Jazz-Lokalen oft verwendetes Schlusslied.
- Angels von Robbie Williams ist noch heute der letzte Song auf den Konzerten des Künstlers und wird auf vielen Veranstaltungen, speziell in Deutschland, als abschließendes Lied gespielt.